# Sibuntuon (Dolok Pardamean)
Sibuntuon is een bestuurslaag in het regentschap Simalungun van de provincie Noord-Sumatra, Indonesië. Sibuntuon telt 2465 inwoners (volkstelling 2010).